# Pingrup
Pingrup är en ort i Australien. Den ligger i kommunen Kent Shire och delstaten Western Australia, omkring 300 kilometer sydost om delstatshuvudstaden Perth. Antalet invånare är 278.
Trakten runt Pingrup är nära nog obefolkad, med mindre än två invånare per kvadratkilometer.. 
Trakten runt Pingrup består till största delen av jordbruksmark. Genomsnittlig årsnederbörd är 512 millimeter. Den regnigaste månaden är maj, med i genomsnitt 76 mm nederbörd, och den torraste är januari, med 10 mm nederbörd.